# Don't Forget
Don't Forget è l'album di debutto di Demi Lovato, pubblicato dall'etichetta discografica, Hollywood Records il 23 settembre 2008 negli USA e nei primi mesi del 2009 in Europa. Contemporaneamente in America, l'artista realizza la maggior parte dei brani di una versione deluxe in collaborazione con la boy band statunitense dei Jonas Brothers, produttrice, tra l'altro, dell'album, in coppia a John Fields. La cantante ha dato inizio alla realizzazione dell'album durante la registrazione del film Disney per la televisione, Camp Rock. La maggior parte dei brani furono concepiti durante il tour dei Jonas Brothers, Look Me in the Eyes. I brani rimanenti sono di, Kara DioGuardi, Jason Reeves e il frontman dei Rooney, Robert Schwartzman.
L'album ha ricevuto diverse critiche positive, soprattutto i brani scritti dai Jonas Brothers: Don't Forget ha debuttato infatti alla 2ª posizione della Billboard 200, conquistando un disco d'oro, certificato dalla Recording Industry Association of America (RIAA), vendendo più di 530 000 copie negli Stati Uniti d'America, raggiungendo la top ten nel Billboard Canadian Albums e la Top 40, sia in Spagna, che Nuova Zelanda.
Due brani in particolare hanno riscosso molto successoː Get Back fu il primo singolo dell'album, raggiungendo il 43º posto nella Billboard Hot 100. Il secondo singolo fu La La Land, il primo pubblicato a livello internazionale che raggiunse negli Stati Uniti, il 52º posto, e fu presente anche nella Top 40, sia in Irlanda, che in Regno Unito.
Durante il Summer Tour del 2009, il primo tour della cantante, Demi Lovato promosse entrambi gli album, il secondo con il titolo, Here We Go Again.

## Antefatti
Demi Lovato venne scoperta da Disney Channel durante un'audizione tenuta nella sua città natale, a Dallas, in Texas. L'artista debutta televisivamente nel 2007, nella serie, As the Bell Ring, versione statunitense della serie Disney Channel Italia, Quelli dell'intervallo. Contemporaneamente fece un casting per un ruolo in Jonas L.A., ma senza ottenere la parte. Successivamente ottenne il ruolo di protagonista nel film, Camp Rock, firmando poi un contratto con Disney Channel. Nello stesso giorno fece il casting per la serie televisiva statunitense, Sonny tra le stelle ottenendo una parte. Durante il provino per Camp Rock aveva portato una registrazione per l'audizione. Gary Marsh, presidente dell'intrattenimento Disney, le chiese di cantare dal vivo. Demi cantò Ain't No Other Man di Christina Aguilera e Bob Cavallo, vicepresidente senior della Hollywood Records; Gary rimase "a bocca aperta". La prestazione le fece ottenere il ruolo di protagonista in Camp Rock e, all'inizio del 2008, firmare un contratto discografico con la Hollywood Records.
Demi Lovato, per perfezionare il suo album del debutto, si appoggiò al gruppo dei Jonas Brothers, co-protagonisti in Camp Rock. Demi chiese al gruppo di dare... "una lucidata" alle sue canzoni. Lei affermò che il loro aiuto era importante, per cui accettava in qualsiasi momento i loro consigli, in quanto lei aveva la tendenza a scrivere canzoni, "più intense che orecchiabili". Con questo album ha voluto confermarsi come musicista, non volendo essere conosciuta solo come "la ragazza di Camp Rock". Nel realizzare l'album la cantante voleva divertisi, spiegando che i temi più profondi li avrebbe inclusi solo nel suo secondoː "Nell'album di debutto, non troverete necessariamente molte canzoni profonde, ma spero di poterne includere alcune nel prossimo. Questo è il mio primo album e lo volevo rendere divertente e di facile ascolto".
Iniziò poi a scrivere le canzoni con i Jonas Brothers durante le riprese di Camp Rock. Più tardi, nell'aprile del 2008, durante il tour della band, Look Me in The Eyes, in una settimana scrissero insieme dieci canzoni. Demi disse "Le ho scritte io, e loro mi hanno aiutato. Ovviamente i Jonas Brothers conoscono la situazione, e, quando una sera abbiamo iniziato, le canzoni iniziarono ad uscire." Prima della partenza della band per il tour europeo, si recarono nello studio di registrazioni dove produssero i brani, insieme a John Fields. Parlando dell'esperienza della co-produzione, Nick Jonas disse: "Avere la possibilità di co-produrre è stata davvero forte e definitivamente è qualcosa che accadrà più spesso." Inoltre Nick si complimentò del lavoro con Demi. L'album fu registrato in dieci giorni e mezzo.

## Stile musicale e temi trattati
Musicalmente, Don't Forget è stato inserito nei generi pop, power pop, bubblegum rock e pop punk. L'album comprende sei brani scritti in collaborazione con i Jonas Brothers, compreso il duetto, On the Line. Il resto dell'album venne prodotto dalla Fields.  Demi, per la realizzazione della traccia Party collaboró con il frontman dei Rooney, Robert Coppola Schwartzman, affermando di aver profuso nella canzone "sia il suo talento musicale che l'abilità di scrittrice". Schwartzman aiutò Demi, principalmente nella realizzazione dell'hook. La cantante scrisse in solitaria, la canzone, Trainwreck, ma insieme al gruppo, la maggior parte dei brani rimanenti, eccetto le tracce di, The Middle scritta da Fields, Kara DioGuardi e Jason Reeves, e Until You're Mine, scritta da Andy Dodd e Adam Watts.
Il brano Get Back, è stato realizzato in collaborazione con i Jonas: Demi, da sempre, desiderava scrivere un testo sull'amore. L'amore di una ragazza, che, dopo aver rotto il fidanzamento si pente, cercando di ricomporre la relazione. Non voleva scrivere un testo basato esclusivamente su una rottura di un amore.. Il brano "Era qualcosa di divertente, una canzone ottimista, qualcosa di simpatico, giusto da cantare alla persona per cui l'ho scritta", lei disse sulla canzone.
Il brano La La Land fu scritto da Demi Lovato in collaborazione con i Jonas Brothers. Trattava l'argomento delle cosiddette "pressioni psicologiche nell'essere famosi". Demi disse: "Tu giungi a Hollywood e incontri tante persone che provano a cambiarti in ciò che vogliono loro. La canzone si focalizza sul come conservare la propria realtà, tentando di restare sé stessi.". La canzone, omonima al titolo dell'album, anch'essa scritta in collaborazione con i Jonas, descrive l'esperienza di Demi, quando si è presa di una cotta per un uomo che "è durato il tempo di un battito di ciglia". "Giungo da un'esperienza simile e ho voluto scriverne al riguardo. Ora l'ho superata, e ad un anno di distanza, non ho più cotte per persone come quelle, mai più". L'album ha subito influenze musicali di, Paramore, Kelly Clarkson, Christina Aguilera, Billy Gillman, Aretha Franklin e Gladys Knight.
Il brano Don't Forget si fonda musicalmente su due generi: il pop rock e il power pop. Il critico e musicologo statunitense, Stephen Thomas Erlewine di AllMusic scrisse del brano: "luminoso, zuccherino, power pop scattante, alimentato da grandi chitarre fuzzy, e da un grande e muscoloso hook." Come la maggior parte dell'album, La La Land, venne scritto e prodotto in collaborazione con i Jonas Brothers; infatti i critici notarono qualche somiglianza tra gli artisti. Erlewine notò che, a differenza dell'album, A Little Bit Longer , prodotto nel 2008 dai Jonas, il nuovo album non tenta di attirare un pubblico più ampio, oltre a quello giovanile, definendolo quale, "pura e impertinente gomma da masticare". Liricamente, le canzoni affrontano problemi giovanili, sia sul come diventare indipendenti che problemi di cuore. Nick Levine, di Digital Spy, scrisse che i temi ricorrenti includono: "essere veri con se stessi", "il trucco e le divisioni", [e] "desiderare qualcosa di irraggiungibile". La traccia iniziale, La La Land, riguarda l'esperienza di Demi: a Hollywood si è sentita, "fuori posto", dimostrandolo nei versi, "Who said I can't wear my Converse with my dress?, e "I'm not a supermodel, I still eat McDonald's"
La traccia successiva, Get Back, è una canzone ottimista, un brano power pop, guidata da una chitarra del 1980. La canzone racconta di una ragazza che desidera riallacciare la relazione con il suo ex-fidanzato. On the Line, un duetto con i Jonas Brothers, è una canzone di rottura, descritta come una gomma da masticare. Il titolo della traccia mostra lo stile twee pop dell'album,  più maturo del glam rock. La canzone è un midtime power ballad e comprende tracce vocali cantate da Demi in falsetto.. Secondo Joey Guerra dello Houston Chronicle, Trainwreck e Gonna Get Caught includono melodie nello stile dei Beatles, Mentre Trainwreck contiene referenze al consumo di farmaci. Il brano Two Worlds Collide racconta di due amiche che, nell'affrontare i loro sogni, sono complementari, ma nonostante questo rimangono unite; il brano fu scritto da Demi per Selena Gomez.. La nona traccia, The Middle, racconda di Demi, curiosa di sperimentare una veloce "cotta" per un ragazzo, soprattutto per le emozioni che avrebbe potuto suscitare. In Until You're Mine, Demi è disperata nel "fare un emozionante viaggio con un ragazzo". Michael Slezak del settimanale statunitense, Entertainment Weekly, scrisse che la traccia di chiusura, Believe in Me, include "banalità che potrebbero essere scritte da Dora l'esploratrice".

## Promozione
Come parte della promozione, Demi cantò tracce dell'album nel corso di diverse apparizioni televisive, e, in molte occasioni, cantò Get Back, per la prima volta, il 4 maggio 2008, alla cerimonia di apertura dei Disney Channel Games del 2008. Il 1º ottobre 2008, cantò la stessa canzone all'The Ellen DeGeneres Show. Successivamente, il 19 gennaio 2009, cantò Get Back e La La Land all'Insediamento presidenziale di Barack Obama a Washington D.C. al Verizon Center. il 7 aprile 2009 cantò La La Land a Dancing with the Stars. Lo stesso mese cantò Don't Forget al The Ellen DeGeneres Show. Il 25 aprile 2009, apparve nell'ultimo episodio della competizione musicale My Camp Rock, dove diede il premio al vincitore e cantò La La Land.
A parte le performance dal vivo, Demi partì per il suo primo tour del Nord America, il Summer Tour 2009. Dopo giorni di voci su blog e fantasie, fu confermato al 15 aprile 2009, che David Archuleta avrebbe partecipato quale gruppo spalla. Demi lo annunciò nel suo profilo di Myspace, dove inoltre scrisse: "Sono davvero eccitata all'idea di fare il mio primo tour da leader. Mi piace la vita in movimento, ogni notte mi trovo in una città diversa, e ciò non cambierà mai". Altri artisti parteciparono quali gruppi spalla: Jordan Pruitt ed il gruppo femminile KSM. I biglietti per il tour furono venduti a partire dal 25 aprile 2009. Le speciali prevendite furono disponibili dall'official fan club di Demi Lovato a partire dal 15 aprile 2009. Demi disse: "Ho sempre sognato di fare un tour come leader, è così eccitante che questo sogno diventi realtà. Non vedo l'ora di incontrare tutti i miei incredibili fans, e suonare nuova musica per loro". Il tour partì il 21 giugno 2009 dall' Hartford XL Center, Connecticut e originariamente doveva coprire 47 tappe fino alla fine dell'agosto 2009. Le ultime tre date furono spostate tra ottobre e novembre 2009. Altre date furono cancellate completamente. Il tour fu promosso dalla AEG Live e sponsorizzato dalla AT&T e Choice Hotels.

## Singoli
Il singolo Get Back, venne pubblicato il 12 agosto 2008 come brano principale dell'album, Don't Forget, tramite distribuzione digitale. Ricevette recensioni positive, venendo comparato a brani dei Tommy Tutone e Greg Kihn. Get Back raggiunse la 44ª posizione negli Stati Uniti e la 93° in Canada. Il video musicale fu diretto da Philip Andelman e mostra Demi con la sua band cantare la canzone sulla cima di un palazzo abbandonato con il ponte di Manhattan in secondo piano. Negli Stati Uniti, il singolo ha venduto più di 560 000 copie.. La La Land fu estratto come secondo singolo da Don't Forget, inoltre, fu il primo ad essere distribuito a livello internazionale. La canzone ricevette critiche positive, una delle migliori tracce dell'album. La La Land raggiunse la 53° negli Stati Uniti e il 40º posto in Irlanda e Regno Unito. Il video musicale fu diretto da Brendan Malloy e Tim Wheeler, e usato per la serie televisiva di Demi, Sonny tra le stelle.
Don't Forget raggiunse la 41ª posizione della Billboard Hot 100 e la 76° nella Billboard Canadian Hot 100. La canzone ha venduto più di 970 000 copie negli Stati Uniti. Il video fu diretto da Robert Hales e fu pubblicato il 16 marzo 2009.

## Accoglienza
Il brano Don't Forget venne recensito abbastanza favorevolmente. Stephen Thomas Erlewine di Allmusic scrisse una recensione positiva dell'album, definendolo, "puro pop per i tween". Lui Il critico musicale, affermò che "la sfilata di un'urgente, insistente chitarra pop" è ciò che rende l'album memorabile, confermando, "il tipo di musica pop che la fa sembrare usa e getta", ma della quale è difficile liberarsene. Questo tipo di divertimento e di freschezza viene a mancare nel brano, A Little Bit Longer, quindi è bello scoprire questo in Don't Forget.. Nick Levine di Digital Spy notò che il sound dell'album "assomigliava ad una parte femminile dei Jonas Brothers". Levine fu positivo riguardo alla voce di Demi nell'album, dicendo che "lei, rispetto ai Jonas, è una cantante forte. Infatti, la sua voce corposa è impressionante.". Levin notò che l'album include "momenti relativamente osé [...]". Levine recensì l'album con tre stelle su cinque e scrisse: "nessuna di queste canzoni è eccezionale, ma neanche una è terribile. Demi ha fatto un'ottima prima impressione".
Joey Guerra dello Houston Chronicle iniziò affermando che l'album, "ricalca Demi come una donna che copia i Jonas Brothers". Secondo Guerra la voce di Demi è stata mixata, definendola “a volte troppo seria”. Notò inoltre che “il suo rock a volte tende a diventare privo di melodia”. Concluse la sua critica scrivendo, "Demi Lovato ha solo 16 anni. Ad una ragazza della sua età dovrebbe essere consentito qualche sogno ad occhi aperti. Don't Forget fa il suo lavoro e mostra una ragazza che lascia la sua camera per crescere". Il critico musicale, Michael Slezak di Entertainment Weekly valutò l'album con C, scrivendo: “L'album di Demi Lovato, star di Camp Rock influenza le ragazze magre, ragazze che prendono quale modello, Ashlee Simpson piuttosto che Janis Joplin."

## Tracce
1. La La Land – 3:16 (Demi Lovato, Nick Jonas, Joe Jonas, Kevin Jonas II)
2. Get Back – 3:20 (Demi Lovato, Nick Jonas, Joe Jonas, Kevin Jonas II)
3. Trainwreck – 3:18 (Demi Lovato)
4. Party – 3:52 (Demi Lovato, John Fields, Robert Schwartzman)
5. On the Line (feat. Jonas Brothers) – 3:26 (Demi Lovato, Nick Jonas, Joe Jonas, Kevin Jonas II)
6. Don't Forget – 3:43 (Demi Lovato, Nick Jonas, Joe Jonas, Kevin Jonas II)
7. Gonna Get Caught – 3:11 (Demi Lovato, Nick Jonas, Joe Jonas, Kevin Jonas II)
8. Two Worlds Collide – 3:18 (Demi Lovato, Nick Jonas, Joe Jonas, Kevin Jonas II)
9. The Middle – 3:05 (Kara DioGuardi, John Fields, Jason Reeves)
10. Until You’re Mine – 3:31 (Adam Watts, Andy Dodd)
11. Believe in Me – 3:42 (Demi Lovato, John Fields, Kara DioGuardi)

International Bonus Track Digitali
1. Back Around – 3:10 (Demi Lovato, Nick Jonas, Joe Jonas, Kevin Jonas II)

Bonus Track Giapponese
1. La La Land (Caramel Pod D Remix) – 7:11 (Demi Lovato, Nick Jonas, Joe Jonas, Kevin Jonas II)

Bonus Tracks Deluxe Edition
1. Behind Enemy Lines (versione spagnola di This Is Me) – 2:50 (Demi Lovato, Nick Jonas, Joe Jonas, Kevin Jonas II)
2. Lo Que Soy – 3:28 (Adam Watts, Andy Dodd)

DVD Edizione Deluxe
1. Get Back (La creazione del video & il video musicale)
2. La La Land (La creazione del video & il video musicale)
3. Backstage Footage dal Burnin' Up Tour dei Jonas Brothers del 2008
4. Don't Forget (Performance live)
5. Behind the Scenes & Photo Slideshow
6. In Studio con Demi Lovato

## Formazione
- Demi Lovato — compositrice, pianista, cantante
- Tommy Barbarella — organo, Tastiera
- Michael Bland — batteria
- Devin Bronson — chitarra, soloista
- Ken Chastain — percussioni, programming
- Dorian Crozier — batteria
- Eddie DeLaGarza — management
- Kara DioGuardi — compositore, vocals
- Andy Dodd — compositore
- John Fields — Basso, chitarra, compositore, tastiera, programming, produttore, tecnico del suono
- Joe Jonas — compositore, cantante, produttore
- Kevin Jonas II — chitarra, cantante, compositore, produttore
- Nick Jonas — cantante, chitarra, batteria, percussioni, tastiere, pianoforte, compositore, produttore
- Nik Karpen — assistente

- Jack Lawless — batteria
- Jon Lind — A&R
- Chris Lord-Alge — Missaggio
- Stephen Lu — tastiere, string arrangement
- Sheryl Nields — fotografo
- Will Owsley — chitarra, cantante
- Tim Pierce — chitarra
- Jason Reeves — compositore
- Daniel Rojas — chitarra
- Robert Schwartzman — compositore, cantante
- Dave Snow — creative director
- Gavin Taylor — art direction, design
- John Taylor — chitarra, cantante
- Adam Watts — compositore

Fonte

## Successo commerciale
Alla fine della settimana dell'11 ottobre 2008, Don't Forget debuttò piazzandosi alla 2ª posizione di Billboard 200, vendendo nel corso della prima settimana 89 000 copie.. La settimana dopo, l'album scese in 16ª posizione, rimanendo nella Billboard 200 per altre 45 settimane. L'album venne certificato d'oro dalla Recording Industry Association of America (RIAA), avendo superato le 500 000 copie. Nella stessa settimana, Don't Forget entrò in 9ª posizione della Billboard Canadian Albums, restando due settimane in classifica. Nella settimana del 26 aprile 2009, Don't Forget entrò alla 13ª posizione nella Spanish Albums Chart. L'album restò per 23 settimane nella classifica, apparendo l'ultima volta il 27 settembre 2009. L'album debuttò in 34ª posizione della New Zealand Albums Chart nella settimana del 23 febbraio 2009, e, prima di uscire dalla classifica, rimase per un'altra settimana. Nella settimana del 2 maggio 2009, Don't Forget debuttò nella 196ª posizione nella classifica musicale della Official Albums Chart. In Italia l'album debuttò nella settimana del 17 agosto 2009 alla 99ª posizione. La settimana dopo raggiunse la 77ª posizione per poi uscire dalla classifica.

## Classifiche

### Classifiche settimanali
| Classifiche (2008-09) | Posizione massima |
| --------------------- | ----------------- |
| Canada                | 9                 |
| Giappone              | 116               |
| Irlanda               | 84                |
| Italia                | 77                |
| Messico               | 62                |
| Nuova Zelanda         | 34                |
| Polonia               | 43                |
| Spagna                | 13                |
| Stati Uniti           | 2                 |

### Classifiche di fine anno
| Classifica (2009) | Posizione |
| ----------------- | --------- |
| Stati Uniti       | 133       |

## Date di pubblicazione
| Nazione               | Data              | Formato              | Etichetta             | Edizione |
| --------------------- | ----------------- | -------------------- | --------------------- | -------- |
| Stati Uniti d'America | 23 settembre 2008 | CD, digital download | Hollywood Records     | Standard |
| Canada                | 23 settembre 2008 | CD, digital download | Hollywood Records     | Standard |
| Giappone              | 18 febbraio 2009  | CD                   | Avex                  | Standard |
| Stati Uniti           | 31 marzo 2009     | CD                   | Hollywood Records     | Deluxe   |
| Canada                | 31 marzo 2009     | CD                   | Hollywood Records     | Deluxe   |
| Regno Unito           | 16 aprile 2009    | Digital download     | Universal Music Group | Standard |
| Australia             | 19 aprile 2009    | Digital download     | Hollywood Records     | Standard |
| Regno Unito           | 20 aprile 2009    | CD                   | Polydor Records       | Standard |